# Stimigliano
Stimigliano – miejscowość i gmina we Włoszech, w regionie Lacjum, w prowincji Rieti.
Według danych na rok 2004 gminę zamieszkiwało 1786 osób, 162,4 os./km².